# Philippe Sansonetti
Pour les articles homonymes, voir Sansonetti.
Philippe Sansonetti, né le 9 avril 1949, est un médecin et chercheur en microbiologie français. Chercheur à l'Institut Pasteur et professeur au Collège de France, il est directeur de l'unité INSERM 786 intitulée « Colonisation et invasion microbienne des muqueuses » et de l'unité de « Pathogénie microbienne moléculaire » à l'Institut Pasteur.

## Biographie
Philippe Sansonetti est ancien élève des cours de microbiologie générale, virologie générale et immunologie de l'Institut Pasteur (1978). Il a obtenu un DEA de biochimie et microbiologie de l'université Paris-Diderot en 1978 et un doctorat de médecine de l'université Pierre-et-Marie-Curie en 1979. Après quatre années passées dans l'unité de bactériologie médicale dirigée par Léon Le Minor, il effectue un stage post-doctoral dans le laboratoire du professeur Samuel Formal dans le département des maladies entériques à l'Institut de recherche des armées Walter Reed à Washington, États-Unis. Il revient à l'Institut Pasteur en 1981 dans l'unité des entérobactéries où il anime son propre groupe avant de créer et diriger l'unité de pathogénie microbienne moléculaire en 1989.
Il exerce également des fonctions hospitalières (1981-1985) à l'hôpital de l'Institut Pasteur, avant d'en devenir responsable des consultations externes (1985-1995) puis directeur médical (1995-1999 et 2004-2007). Il a également été directeur des départements de bactériologie et mycologie (1989-1992) et biologie cellulaire et infection (2002-2006).
En 2008, Philippe Sansonetti est nommé professeur au Collège de France, titulaire de la chaire de microbiologie et maladies infectieuses.
Il a exercé de nombreuses fonctions à l'INSERM, au ministère de la Recherche et de la Technologie ainsi qu'à l'Organisation mondiale de la santé (OMS) où il a été président du Comité de pilotage sur le développement de vaccins contre les maladies diarrhéiques.

## Contributions scientifiques
Les recherches menées par Philippe Sansonetti et son équipe depuis plus de vingt ans ont pour objet principal la compréhension de différents mécanismes de la pathogenèse de Shigella, une bactérie responsable de dysenterie. Adepte de l'interdisciplinarité, Philippe Sansonetti favorise le développement de travaux combinant biologie moléculaire, génétique bactérienne, biologie cellulaire puis tissulaire, et immunologie. À la recherche fondamentale s'ajoute une composante appliquée avec pour but, le développement de vaccin contre la dysenterie. Les principales contributions sont :
- La démonstration que le pouvoir pathogène de Shigella est conféré par un plasmide de virulence contenant un îlot de pathogénicité codant un appareil de sécrétion de type III responsable de l'entrée dans les cellules épithéliales[réf. nécessaire].
- La caractérisation des mécanismes moléculaires conduisant à l'invasion de ces cellules, et ceux permettant la motilité intracellulaire de Shigella[réf. nécessaire].
- La démonstration que Shigella après passage de la barrière intestinale induit la mort par apoptose des macrophages résidents[2].
- L'identification d'une nouvelle famille de récepteurs intracellulaires appelés NOD permettant la détection des bactéries intracellulaires et conduisant à l'induction d'une réponse épithéliale médiée par la sécrétion de cytokines pro-inflammatoires[réf. nécessaire].
- L'identification de plusieurs effecteurs de type III et des mécanismes impliqués dans le contrôle de la réponse de l'hôte innée et adaptative[réf. nécessaire].
- La construction de différents candidats vaccins et leur étude en phases cliniques[réf. nécessaire].

Philippe Sansonetti est auteur de plus de 500 publications dans des revues à comité de lecture et a été éditeur de plusieurs journaux scientifiques pendant de nombreuses années. Il est l'un des fondateurs d'une nouvelle discipline la microbiologie cellulaire et a été à l'initiative du lancement de la revue scientifique du même nom Cellular Microbiology.

### Crise de la pandémie Covid-19
Lors de la crise de la pandémie Covid-19, dans une conférence prononcée au Collège de France le 16 mars 2020, il déclare : 

« La position intermédiaire qui est la nôtre est d'écraser le pic épidémique pour l'étaler dans le temps, en espérant qu'un peu moins de 60 % de la population sera finalement infectée et surtout que l'ensemble du dispositif sanitaire sera préservé. À quoi s'ajouterait, on l'espère, le génie évolutif des maladies infectieuses dont parlait Charles Nicolle, pour nous permettre de nous dégager de l'épidémie, mais il est encore très difficile de faire des pronostics sur la durée de l’épisode. L’épidémie est d’abord et avant tout entre nos mains. »

Il cite les deux autres possibilités de faire face à cette crise sanitaire : l'immunité de groupe, comme étant une solution « cynique […] au prix d’une épidémie très brutale, d'une durée relativement limitée certes, mais avec un coût ahurissant en formes graves » et l'« approche chinoise » (confinement) la considérant comme « totalement inverse : l'isolement massif des villes et des individus semble efficace avec un contrôle indiscutable de l'épidémie. Le risque est que peu d'individus aient été infectés (taux d’attaque réduit du fait du confinement) ; étant restés naïfs à ce virus, ils sont sujets à un retour du virus et risquent un rebond épidémique, ce qui justifie leur crainte d'un retour de la maladie des zones actuellement infectées comme l'Europe. D'où la nécessité absolue d'un vaccin pour éviter ces possibles rebonds ».

## Distinctions

### Prix
- Prix Jacques-Monod pour l'excellence en biologie moléculaire
- 1994 : prix Louis-Jeantet de médecine
- Prix Robert-Koch
- 2000 : prix de recherche de la Fondation Allianz-Institut de France[4].
- Médaille André Lwoff attribuée par la Fédération européennes des sociétés de microbiologie
- 2012 : grand prix de l'Inserm[5]

### Décorations
- Officier de la Légion d'honneur Il est promu officier par décret du 3 avril 2015[6]. Il était chevalier du 22 décembre 1994.
- Commandeur de l'ordre national du Mérite Il est promu commandeur par décret du 14 novembre 2011[7]. Il était officier du 9 novembre 2003.

## Appartenance à des sociétés savantes
- Membre de l'Organisation européenne de biologie moléculaire
- Membre de l'Académie des sciences
- Membre de l'Association américaine pour l'avancement des sciences
- Membre correspondant de l'Académie nationale de médecine
- Membre de l'Institut médical Howard Hughes
- Membre de l'Académie allemande des sciences Leopoldina
- Membre étranger de la Royal Society (2014)

## Ouvrages
- Gérard Orth, Philippe Sansonetti (collectif), La Maîtrise des maladies infectieuses : un défi de santé publique, une ambition médico-scientifique, Les Ulis, EDP Sciences, 2006, 440 p. (ISBN 978-2-86883-888-9)
- Des microbes et des hommes : [leçon inaugurale prononcée le jeudi 20 novembre 2008], Paris, Éditions Fayard, 2009, 64 p. (ISBN 978-2-213-64295-6)
- Vaccins, Paris, Odile Jacob, 2017, 224 p. (ISBN 978-2-7381-3511-7, lire en ligne)
- Tempête parfaite : chronique d'une pandémie annoncée, Éditions du Seuil, coll. « Les Livres du nouveau monde », 180 p., 2020  (ISBN 978-2-02-147020-8)
- Philippe Sansonetti, Microbes sans frontières, Odile Jacob, 7 février 2024, 384 p. (lire en ligne)